# Studena, Smolean
Studena (în bulgară Студена) este un sat în comuna Madan, regiunea Smolean,  Bulgaria. 

## Demografie
Componența etnică a satului Studena
     Nicio identificare (56,17%)
     Bulgari (41,57%)
     Altele (2,24%)
La recensământul din 2011, populația satului Studena era de 178 locuitori. Nu există o etnie majoritară, locuitorii fiind  și bulgari (41,57%). Pentru 56,17% din locuitori nu este cunoscută apartenența etnică.